# باولو سيزار إلياس
باولو سيزار إلياس (15 أكتوبر 1984 في البرازيل - ) هو لاعب كرة قدم برازيلي في مركز الدفاع. لعب مع أتلتيكو باراناينسي وأتلتيكو غويانيينسي ونادي أفاي لكرة القدم ونادي بارانا وLuverdense Esporte Clube ‏ وجريميو نوفوريزونتينو وSociedade Esportiva Vila Aurora ‏ وSociedade Esportiva e Recreativa Chapadão ‏ وClube Esportivo de Futebol ‏ وRadium Futebol Clube ‏ ونادي نوفو هامبورغو.

## وصلات خارجية
- باولو سيزار إلياس على موقع قاعدة بيانات كرة القدم.إي يو (الإنجليزية)
- باولو سيزار إلياس على موقع Soccerway.com (الإنجليزية)